# Placówka Straży Celnej „Jabłonica I”

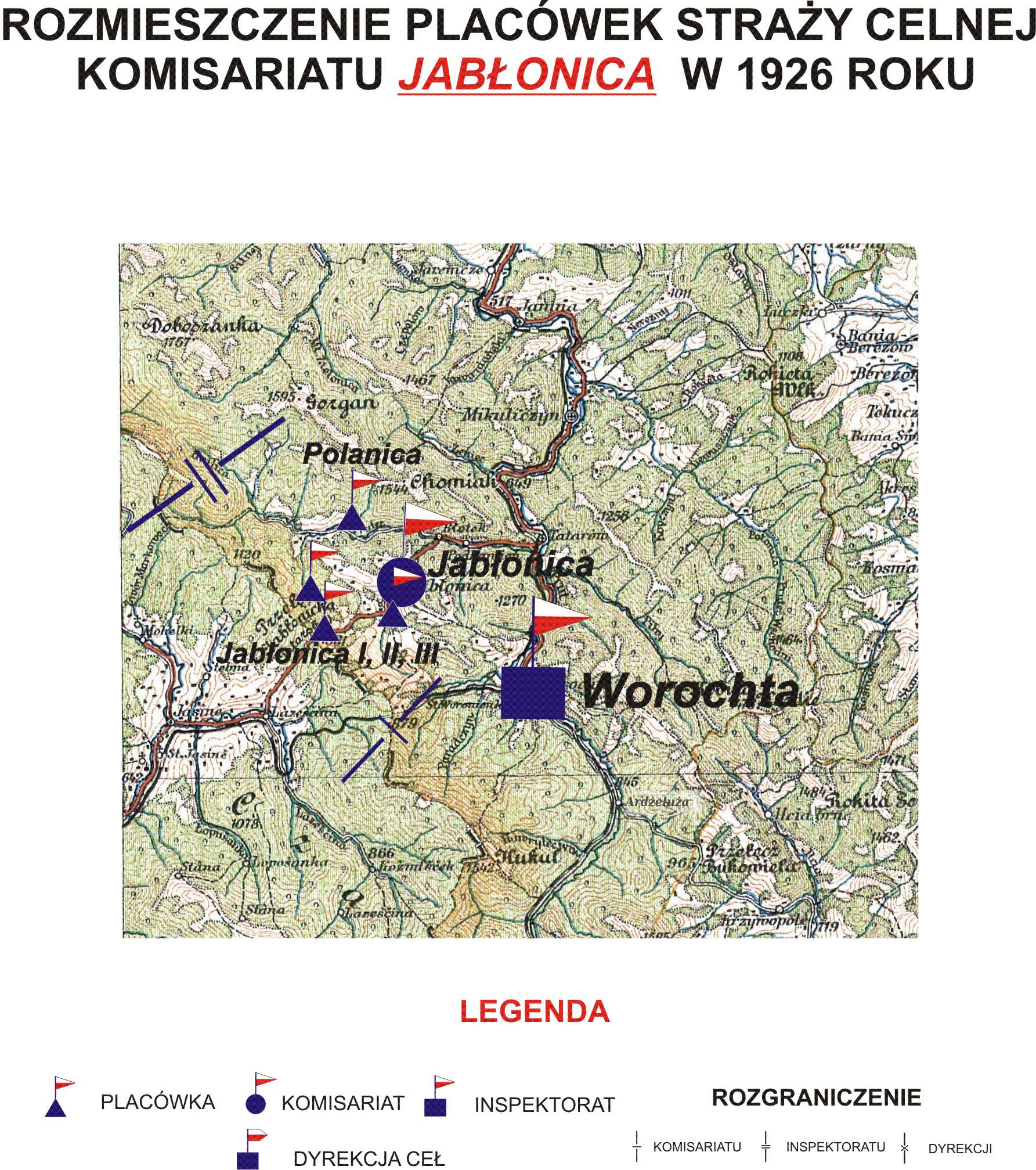
Rozmieszczenie placówek SC Komisariatu Jabłonica w 1926

Placówka Straży Celnej „Jabłonica I” – jednostka organizacyjna Straży Celnej pełniąca w okresie międzywojennym służbę ochronną na granicy polsko-czechosłowackiej w latach 1921–1928.

## Formowanie i zmiany organizacyjne
Na wniosek Ministerstwa Skarbu, uchwałą z 10 marca 1920 roku, powołano do życia Straż Celną. Od połowy 1921 roku jednostki Straży Celnej rozpoczęły przejmowanie odcinków granicy od pododdziałów Batalionów Celnych. Proces tworzenia Straży Celnej trwał do końca 1922 roku. Placówka Straży Celnej „Jabłonica I” weszła w podporządkowanie komisariatu Straży Celnej „Jabłonica” z Inspektoratu SC „Worochta”.
W drugiej połowie 1927 roku przystąpiono do gruntownej reorganizacji Straży Celnej. W praktyce skutkowało to rozwiązaniem tej formacji granicznej. Ochronę północnej, zachodniej i południowej granicy państwa przejęła powołana z dniem 2 kwietnia 1928 roku Straż Graniczna.
Rozkazem nr 5 z 16 maja 1928 roku w sprawie organizacji Małopolskiego Inspektoratu Okręgowego dowódca Straży Granicznej gen. bryg. Stefan Pasławski powołał komisariat Straży Granicznej „Worochta”. Placówka Straży Granicznej I linii „Jabłonica” znalazła się w jego strukturze.

## Funkcjonariusze placówki
Kierownicy placówki
| stopień    | imię i nazwisko, numer | okres pełnienia służby | kolejne stanowisko |
| ---------- | ---------------------- | ---------------------- | ------------------ |
| przodownik | Wojciech Gocha (57)    | był w 1926             |                    |

Obsada personalna placówki w 1926:
- przodownik Wojciech Gocha (57)
- starszy strażnik Stanisław Nowak (315)
- strażnik Stanisław Szykowny (708)
- strażnik Wojciech Wacnik (667)
- strażnik Jan Zieliński (712)
- strażnik Jan Sobański (748)
- strażnik Jan Wieczorek (784)
- strażnik Stanisław Zapora (2262)
- strażnik Stanisław Bukowski (2272)